# Pycnoplinthus
Pycnoplinthus es un género de plantas fanerógamas de la familia Brassicaceae. Comprende una sola especie, Pycnoplinthus uniflora.
- Datos: Q9064926
- Especies: Pycnoplinthus